# Heinrich Hogrebe
Heinrich Hogrebe (22 de junho de 1913 - 25 de junho de 1998) foi um oficial alemão que serviu no Deutsches Heer durante a Segunda Guerra Mundial. Foi condecorado com a Cruz de Cavaleiro da Cruz de Ferro com Folhas de Carvalho.

## Condecorações
| Cruz de Ferro (1939) 2ª Classe                                   | 25 de junho de 1941  |
| Cruz de Ferro (1939) 1ª Classe                                   | 22 de agosto de 1941 |
| Medalha da Frente Oriental                                       |                      |
| Distintivo da infantaria de assalto                              |                      |
| Cruz Germânica em Ouro                                           | 14 de abril de 1942  |
| Cruz de Cavaleiro da Cruz de Ferro                               | 17 de agosto de 1942 |
| Cruz de Cavaleiro da Cruz de Ferro com Folhas de Carvalho nº 454 | 13 de abril de 1944  |